# 샤도우체이서 2
《샤도우체이서 2》(영어: Project Shadowchaser II, 혹은 영어: Shadowchaser II, 영어: Night Scenes: Project Shadowchaser II, 영어: Night Siege, 영어: Armed And Deadly)는 미국에서 제작된 1994년 SF 영화이다. 존 에어스가 연출과 제작을 맡았다. 샤도우체이서 영화 시리즈 중 두 번째 작품이다. 프랭크 재거리노 등이 출연하였다.

## 출연
- 프랭크 재거리노
- 브라이언 제너시
- 베스 투산트
- 토드 젠슨
- 대니 키오
- 핼 올랜디니
- 개빈 후드
- 로빈 스미스

## 기타 제작진
- 공동 제작: 대니 레너
- 협력 제작: 제프 앨버트
- 미술: 마크 해리스

## 같이 보기
- 샤도우체이서
- 샤도우체이서 3
- 샤도우체이서 4